# Asotin
Asotin [əˈsoʊtən] är administrativ huvudort i Asotin County i delstaten Washington i USA. Asotin grundades 1878 av Alexander Sumpster. Vid 2010 års folkräkning hade Asotin 1 251 invånare.